# Bücken
Bücken è un comune mercato di 2.187 abitanti della Bassa Sassonia, in Germania.
Appartiene al circondario (Landkreis) di Nienburg (Weser) (targa NI) ed è parte della comunità amministrativa (Samtgemeinde) di Grafschaft Hoya.

## Geografia antropica

### Suddivisioni amministrative
Oltre al capoluogo, Bücken, il territorio comunale comprende le frazioni di Altenbücken, Calle, Dedendorf e Duddenhausen.